# Spettroscopia atomica
La spettroscopia atomica comprende le tecniche spettroscopiche impiegate per la determinazione della composizione elementare di un campione, cioè della natura e quantità degli atomi che lo compongono, prescindendo dalle informazioni su come gli atomi sono legati per formare molecole o sulla struttura cristallina del materiale. Esistono varie spettroscopie atomiche, che possono essere classificate per fonte di atomizzazione o per tipo di spettroscopia utilizzata. Le tecniche più usate sono la Spettrometria di massa e la Spettroscopia ottica. La spettrometria di massa in genere fornisce prestazioni significativamente migliori, ma è altrettanto significativamente più complessa.  La complessità si traduce in spese più alte, sia di investimento che operative, più formazione per l'operatore e un maggior numero di componenti che possono fallire. La spettroscopia ottica è generalmente meno costosa e offre prestazioni adeguate per molti compiti, ed è quindi molto più comune. Gli spettrometri ad assorbimento atomico sono tra i dispositivi analitici più comunemente venduti e utilizzati.

## Spettrometria ottica
Gli elettroni esistono all'interno dell'atomo in livelli di energia ben definiti. Muovendosi tra un livello e l'altro l'elettrone deve assorbire o emettere un'energia pari alla differenza fra essi. Nella spettroscopia ottica, l'energia assorbita per muovere un elettrone a un livello più energetico o l'energia emessa quando l'elettrone si muove a un livello di energia inferiore è nella forma di fotone (ovvero, particella di luce).  Poiché questa energia è, in genere, ben definita, l'identità di un atomo può essere trovata proprio per mezzo di questa energia di transizione. L'energia (il "colore") dei fotoni viene misurata da spettrometri che di solito misurano la loro lunghezza d'onda (inversamente proporzionale all'energia), piuttosto che direttamente l'energia.
La spettroscopia ottica può essere ulteriormente suddivisa in assorbimento, emissione e fluorescenza.
Nella spettroscopia di assorbimento atomico, la luce passa attraverso un ammassamento di atomi. Se la lunghezza d'onda della luce ha energia corrispondente alla differenza di energia tra i due livelli energetici nell'atomo, una porzione della luce verrà assorbita. La relazione tra la concentrazione di atomi, la distanza che la luce percorre attraverso l'ammasso di atomi e la porzione di luce assorbita viene data dalla Legge di Lambert-Beer.
L'energia immagazzinata negli atomi può essere rilasciata in una varietà di modi. Quando viene rilasciata come luce, il fenomeno è noto come fluorescenza.  La spettroscopia di fluorescenza atomica misura questa luce emessa. La fluorescenza viene generalmente misurata ad un angolo di 90° dalla fonte di eccitazione per ridurre al minimo la raccolta di luce diffusa dalla sorgente di eccitazione; spesso tale rotazione è fornita tramite un prisma di Pellin-Broca su una piattaforma girevole che separa anche la luce nel suo spettro per una più stretta analisi. La lunghezza d'onda ancora una volta rivela l'identità degli atomi.  Per le basse assorbanze (e dunque basse concentrazioni) l'intensità della luce che diventa fluorescente è direttamente proporzionale alla concentrazione degli atomi. La fluorescenza atomica è in genere più sensibile (vale a dire può rilevare concentrazioni più basse) dell'assorbimento atomico.
In senso stretto, ogni misurazione della luce emessa è una spettroscopia di emissione, ma di solito la spettroscopia di emissione atomica non comprende la fluorescenza, ma si riferisce piuttosto all'emissione dopo l'eccitazione tramite mezzi termici. L'intensità della luce emessa è direttamente proporzionale alla concentrazione di atomi.

## Spettrometria di massa
La spettrometria di massa atomica è simile ad altri tipi di spettrometria di massa in quanto è costituita da una sorgente di ioni, un analizzatore di massa e un rilevatore.  Le identità degli atomi sono determinate dal loro rapporto massa/carica (tramite l'analizzatore di massa) e le loro concentrazioni sono determinate dal numero di ioni rilevati. Sebbene la ricerca abbia apportato una notevole personalizzazione degli spettrometri di massa per le sorgenti ioniche atomiche, essa è la sorgente di ioni che si differenzia maggiormente dalle altre forme di spettrometria di massa. Queste sorgenti di ioni devono anche atomizzare campioni, oppure una fase di atomizzazione deve aver luogo prima della ionizzazione. Le sorgenti atomiche di ioni sono generalmente modificazioni di sorgenti atomiche della spettroscopia ottica.

## Sorgenti atomiche e ioniche
Le fonti possono essere adattate in molti modi, ma le liste che seguono descrivono gli usi generali di un certo numero di fonti. Di queste, le fiamme sono le più comuni a causa del loro basso costo e della loro semplicità. Sebbene molto meno comune, il plasma ad accoppiamento induttivo, soprattutto se utilizzato con spettrometri di massa, è apprezzato per le sue eccellenti prestazioni analitiche e per la sua versatilità. 
Per tutti i tipi di spettroscopia atomica, un campione deve essere vaporizzato e atomizzato. Per la spettrometria di massa atomica, un campione deve anche essere ionizzato. La vaporizzazione, l'atomizzazione e la ionizzazione sono spesso, ma non sempre, realizzate con un'unica fonte. In alternativa, una fonte può essere utilizzata per la vaporizzazione di un campione, mentre un'altra è usata per atomizzare (e possibilmente ionizzare). Un esempio di questo è rappresentato dalla spettrometria ad emissione atomica con plasma induttivo ad ablazione laser, dove viene utilizzato un laser per vaporizzare un campione solido e un plasma ad accoppiamento induttivo per atomizzare il vapore.
A eccezione di fiamme e forni di grafite, che sono più comunemente utilizzati per la spettroscopia ad assorbimento atomico, la maggior parte delle sorgenti sono utilizzate principalmente per la spettroscopia di emissione atomica.
Fonti di campionamento di liquido comprendono:
- Fiamme e scintille (sorgente atomica)
- Plasma accoppiato induttivamente (sorgente atomica e ionica)
- Fornace di grafite (sorgente atomica)
- Plasma a microonde (sorgente atomica e ionica)
- Plasma a corrente continua (sorgente atomica e ionica)

Fonti di campionamento di solido comprendono
- Laser (sorgente atomica e di vapore)
- Scarica a luminescenza (sorgente atomica e ionica)
- Arco (sorgente atomica e ionica)
- Scintilla (sorgente atomica e ionica)
- Fornace di grafite (sorgente atomica e di vapore)

Fonti di campionamento di gas comprendono
- Fiamma (sorgente atomica)
- Plasma accoppiato induttivamente (sorgente atomica e ionica)
- Plasma a microonde (sorgente atomica e ionica)
- Plasma a corrente continua (sorgente atomica e ionica)
- Scarica a luminescenza (sorgente atomica e ionica)